# Flatfronta pronga
Flatfronta pronga är en insektsart som beskrevs av Chen och Li 1997. Flatfronta pronga ingår i släktet Flatfronta och familjen dvärgstritar. Inga underarter finns listade i Catalogue of Life.